# (37012) 2000 TP51
2000 تي بي 51 (ويعرف أيضًا باسم (37012) 2000 تي بي 51 وفق تسمية الكوكب الصغير) (بالإنجليزية: 2000 TP51)‏ هو كويكب ضمن حزام الكويكبات؛ وترتيبه 37012 من حيث الاكتشاف.
اكتُشف هذا الجُرم الفلكي بواسطة بحث لنكولن عن الكويكبات القريبة من الأرض في 1 أكتوبر 2000.

## وصلات خارجية
- (37012) 2000 TP51 في قاعدة بيانات مختبر الدفع النفاث لأجرام النظام الشمسي الصغيرة

- الاكتشاف · مخطط المدار ·  العناصر المدارية · المعلمات المادية

- (37012) 2000 TP51 على موقع ويكي سكاي: DSS2, SDSS, GALEX, IRAS, Hydrogen α, X-Ray, Astrophoto, Sky Map, Articles and images